# Rale
Rale – czeska grupa rockowa grająca muzykę z pogranicza rocka alternatywnego i world music, działająca od połowy lat 90. do 2000. Zespół założyło dwóch czeskich muzyków sceny alternatywnej: Vladimír Václavek i Josef Ostřanský, a towarzyszyły im: japońska skrzypaczka Takumi Fukushima i wietnamska tancerka Cynthia Phung-Ngoc. Muzykę zespołu określano jako medytacyjną i transową, podkreślając klimat minimalizmu i użycie pętli muzycznych.
Utwory zespołu śpiewane były w językach: czeskim i angielskim, oraz pojedyncze: po francusku, japońsku i po polsku. Tekst piosenki Zalm svatojansky z płyty Až zahřmí jest tłumaczeniem Psalmu świętojańskiego Tadeusza Nowaka, zaś w utworze Biale Mrozy z trzeciego albumu Twilight/Soumrak wykorzystano słowa z wiersza Krzysztofa Kamila Baczyńskiego. Śpiewająca je Andrea Konstankiewicz założyła po rozwiązaniu Rale zespół Tara Fuki.

## Skład
- Vladimír Václavek – śpiew, gitara, gitara basowa
- Josef Ostřanský – śpiew, gitara, gitara basowa, akordeon
- Takumi Fukushima – śpiew, skrzypce
- Cynthia Phung-Ngoc - śpiew, taniec

Na drugiej i trzeciej płycie wystąpiła:
- Andrea Konstankiewicz – śpiew, wiolonczela

Na trzeciej płycie wystąpili również: 
- Laurent Letourner – śpiew
- Chiharu Mamiya – śpiew

## Dyskografia
- Rale (1995)
- Až zahřmí (1997)
- Twilight / Soumrak (2000)